# バートン・L・マック
バートン・L・マック（Burton L. Mack、1931年 - 2022年3月9日）は、アメリカの新約聖書学者。

## 概説
1931年、アメリカ合衆国のロサンゼルスに生まれる。長老派牧師の家庭に生まれ、ドイツのゲッティンゲン大学で博士号を取得。1980年以降、カリフォルニア州のクレアモント神学校の大学院で宗教学を教えていた。
1993年の『失われた福音書 - Q資料と新しいイエス像』では、新約学者の間で定説となっている福音書記者たちが参照したイエス語録「Q」の復元と分類を行い、それが書かれた時代背景、それを持ち続けたイエス追随者達の共同体がどのような物だったかを考察している。彼らはイエスの言葉をライフスタイルの指針として用いたイエス運動のグループであり、後のキリスト教徒とは違っていたとする。マックはこの著作でQ資料を最古のキュニコス派的なテキストからなるQ1、時代との衝突において、グループの正当性を主張するQ2、ユダヤ戦争の混乱後に付け足されたQ3の三つに分類している。(Qの三分類はクロッペンボルグの研究に拠る)
1996年の『誰が新約聖書を書いたのか』は前掲『失われた福音書』の続編とも言うべき書物で、Qの会衆やエルサレムの柱たち、キリスト・カルトの発生、パウロの手紙、福音書や使徒文書の成立過程を順を追って解説したものである。
マックの著作において、イエスをキュニコス派的な哲学者と想定している。イエスに関する奇跡物語、十字架による殉教物語と復活、12弟子の概念は各種サークルの中での神話創造過程として解説され、実際の歴史とは別に創作されたフィクションである事を示唆している。

## 主要著作（日本語）
- 『失われた福音書-Q資料と新しいイエス像 新装版』青土社 ISBN 4791761715
- 『誰が新約聖書を書いたのか』青土社 ISBN 4791756142
- 『キリスト教という神話』 青土社 ISBN 4791760182